# NB I. Szabó László csoport 2011/12
Die NB I. Szabó László csoport 2011/12 war die höchste Spielklasse der ungarischen Mannschaftsmeisterschaft im Schach. Zu den gemeldeten Mannschaftskadern der teilnehmenden Vereine siehe Mannschaftskader der NB I. Szabó László csoport 2011/12.

## Spieltermine
Die Wettkämpfe fanden statt am 25. September, 30. Oktober, 13. und 27. November 2011, 29. Januar, 19. Februar, 11. und 25. März, 22. April sowie 6. und 20. Mai 2012. Sie wurden dezentral bei den beteiligten Vereinen gespielt.

## Saisonverlauf
Der Titelverteidiger Aquaprofit NTSK gewann erneut alle Wettkämpfe und setzte sich am Ende mit 6 Punkten Vorsprung durch.
Aus der NB I/B. waren Tóth László Sakk Egyesület Kecskemét und Komáromi Városi Sakk Közhasznú Sportegyesület aufgestiegen. Da die Ligastärke zur Saison 2012/13 auf 10 reduziert wurde und daher vier Mannschaften abstiegen, hätten rein sportlich beide Aufsteiger als Zehnter und Elfter zusammen mit Makói Spartacus Vasas Sportegyesület und dem Vasas Sport Club direkt wieder absteigen müssen. Da sich jedoch mit Honvéd Auróra Sportegyesület und Csuti Antal SK Zalaegerszeg zwei Vereine freiwillig zurückzogen, erreichten Makói und Tóth László noch den Klassenerhalt. Insgesamt drei Vereinen wurden Punkte abgezogen, ohne dass dies auf die Reihenfolge einen Einfluss gehabt hätte. Komáromi Városi Sakk Közhasznú Sportegyesület trat in der 5. und 11. Runde jeweils ohne eine vorgeschriebene weibliche Spielerin an, weshalb ihnen je ein Punkt abgezogen, außerdem gaben sie insgesamt drei Partien kampflos ab, so dass ihnen weitere zwei Punkte aberkannt wurden. Honvéd Auróra Sportegyesület trat in der 7. Runde ohne eine weibliche Spielerin an, so dass ihnen ein Punkt abgezogen wurde, und beim Vasas Sport Club verlor ein Spieler zwei Partien in der Saison kampflos, was mit einem Abzug von zwei Punkten geahndet wurde.

## Abschlusstabelle
| Pl. | Verein                                            | Sp | G  | U | V  | Brett-P.  | MP    |
| --- | ------------------------------------------------- | -- | -- | - | -- | --------- | ----- |
| 01. | Aquaprofit NTSK (M)                               | 11 | 11 | 0 | 0  | 95,0:37,0 | 22:0  |
| 02. | ASE Paks                                          | 11 | 9  | 0 | 2  | 89,0:43,0 | 18:4  |
| 03. | Szombathelyi MÁV Haladás VSE                      | 11 | 8  | 1 | 2  | 85,0:47,0 | 17:5  |
| 04. | Mátyásföldi Lawn Tenis Club                       | 11 | 7  | 1 | 3  | 75,0:57,0 | 15:7  |
| 05. | Községi Sportegyesület Decs                       | 11 | 6  | 0 | 5  | 74,5:57,5 | 12:10 |
| 06. | Pénzügyőr Sport Egyesület                         | 11 | 6  | 0 | 5  | 67,5:64,5 | 12:10 |
| 07. | Csuti Antal SK Zalaegerszeg                       | 11 | 5  | 0 | 6  | 62,5:69,5 | 10:12 |
| 08. | Honvéd Auróra Sportegyesület                      | 11 | 4  | 0 | 7  | 59,0:73,0 | 8:14  |
| 09. | Makói Spartacus Vasas Sportegyesület              | 11 | 4  | 0 | 7  | 56,0:76,0 | 8:14  |
| 10. | Tóth László Sakk Egyesület Kecskemét (N)          | 11 | 3  | 0 | 8  | 49,0:83,0 | 6:16  |
| 11. | Komáromi Városi Sakk Közhasznú Sportegyesület (N) | 11 | 1  | 0 | 10 | 39,5:92,5 | 2:20  |
| 12. | Vasas Sport Club                                  | 11 | 1  | 0 | 10 | 33,0:99,0 | 2:20  |

## Entscheidungen
|     | Ungarischer Meister: Aquaprofit NTSK |
|     | Absteiger in die NB I/B.: Csuti Antal SK Zalaegerszeg, Honvéd Auróra Sportegyesület (freiwillige Rückzuge), Komáromi Városi Sakk Közhasznú Sportegyesület, Vasas Sport Club |
| (M) | Meister der letzten Saison |
| (N) | Aufsteiger der letzten Saison |

## Kreuztabelle
| Ergebnisse | Ergebnisse                                    | 01. | 02. | 03. | 04. | 05. | 06. | 07. | 08. | 09. | 10. | 11. | 12. |
| ---------- | --------------------------------------------- | --- | --- | --- | --- | --- | --- | --- | --- | --- | --- | --- | --- |
| 01.        | Aquaprofit NTSK                               |     | 7   | 7½  | 8   | 6½  | 8½  | 7½  | 9   | 10  | 10  | 10½ | 10½ |
| 02.        | ASE Paks                                      | 5   |     | 8½  | 5½  | 9½  | 7½  | 8   | 7½  | 9   | 10  | 8   | 10½ |
| 03.        | Szombathelyi MÁV Haladás VSE                  | 4½  | 3½  |     | 6   | 9   | 9½  | 6½  | 8½  | 8½  | 9½  | 8   | 11½ |
| 04.        | Mátyásföldi Lawn Tenis Club                   | 4   | 6½  | 6   |     | 6½  | 5   | 6½  | 7   | 5½  | 10  | 8   | 10  |
| 05.        | Községi Sportegyesület Decs                   | 5½  | 2½  | 3   | 5½  |     | 8½  | 9½  | 6½  | 10½ | 5   | 9   | 9   |
| 06.        | Pénzügyőr Sport Egyesület                     | 3½  | 4½  | 2½  | 7   | 3½  |     | 5   | 6½  | 7½  | 9½  | 10  | 8   |
| 07.        | Csuti Antal SK Zalaegerszeg                   | 4½  | 4   | 5½  | 5½  | 2½  | 7   |     | 6½  | 5   | 6½  | 6½  | 9   |
| 08.        | Honvéd Auróra Sportegyesület                  | 3   | 4½  | 3½  | 5   | 5½  | 5½  | 5½  |     | 6½  | 7½  | 6½  | 7½  |
| 09.        | Makói Spartacus Vasas Sportegyesület          | 2   | 3   | 3½  | 6½  | 1½  | 4½  | 7   | 5½  |     | 5½  | 8   | 9   |
| 10.        | Tóth László Sakk Egyesület Kecskemét          | 2   | 2   | 2½  | 2   | 7   | 2½  | 5½  | 4½  | 6½  |     | 9   | 5½  |
| 11.        | Komáromi Városi Sakk Közhasznú Sportegyesület | 1½  | 4   | 4   | 4   | 3   | 2   | 5½  | 5½  | 4   | 3   |     | 7   |
| 12.        | Vasas Sport Club                              | 1½  | 1½  | ½   | 2   | 3   | 4   | 3   | 5   | 3   | 6½  | 5   |     |

## Die Meistermannschaft
| 1.            | Aquaprofit NTSK |
| Schachfiguren | Alexei Schirow, Sachar Jefymenko, Arkadij Naiditsch, Csaba Balogh, Ivan Ivanišević, Luka Lenič, Robert Markuš, Lajos Portisch, Zoltán Ribli, Constantin Lupulescu, József Pintér, Imre Héra, László Gonda, András Flumbort, Dávid Bérczes, Zoltán Medvegy, Iván Faragó, Miklós Galyas, Tícia Gara, Attila Gergácz, Norbert Bodó, Miklós Orsó, Gergely Kántor. |